# Kostel svatého Jiljí (Střížov)
Kostel svatého Jiljí je nemovitá památka ve Střížově.
Je farním kostelem farnosti Střížov-Číměř.

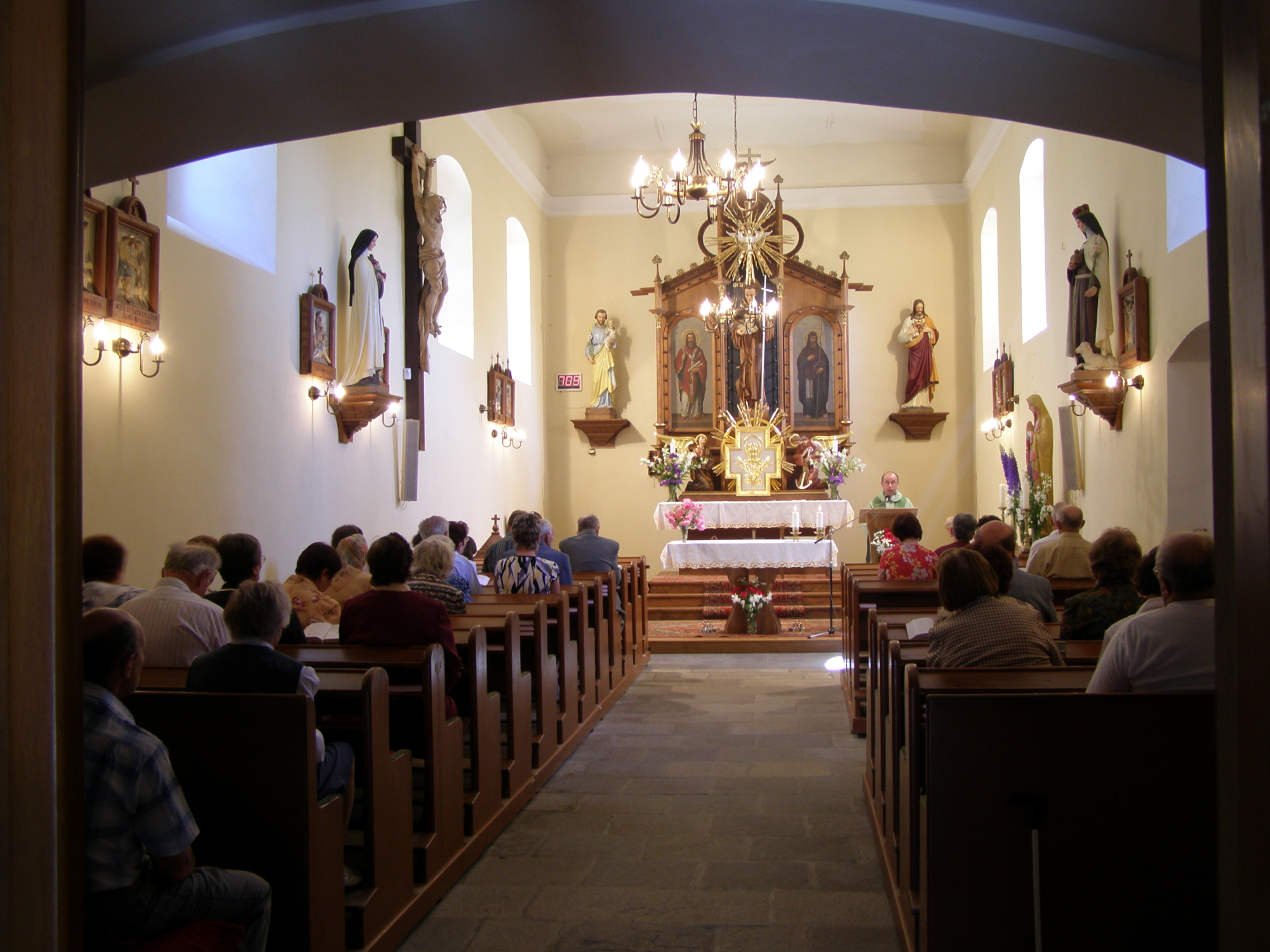
Interiér kostela sv. Jiljí

Kostel svatého Jiljí stojí u hřbitova na západě obce. Vystavět ho měli nechat třebíčští benediktini, jejichž klášteru Střížov náležel. Roku 1864 kostel vyhořel a dočkal se přestavby. Na přelomu tisíciletí kostel prodělal několik větších oprav: výměnu střešní krytiny (1998), opravu vstupního prostoru pod věží, při níž byla pořízena i kovaná mříž (2002). Od roku 2005 prošel kostel velkou obnovou, která si kladla za cíl zbavit kostel vlhkosti.